# Tubarão-epaulette
O tubarão epaulette (Hemiscyillum ocellatum) é uma das 50 novas espécies descobertas próxima às montanhas da Foja, na Indonésia, em 2006. O tubarão epaulette usa as nadadeiras para se arrastar no fundo dos oceanos. Ele tem manchas pretas pelo seu corpo, seu ventre é branco e a parte de cima do seu corpo tem um tom cinza.